# Chrysodeixis pseudochalcytes
Chrysodeixis pseudochalcytes är en fjärilsart som beskrevs av George Francis Hampson 1913. Chrysodeixis pseudochalcytes ingår i släktet Chrysodeixis och familjen nattflyn. Inga underarter finns listade i Catalogue of Life.